# Condado de Wake
El condado de Wake (en inglés: Wake County, North Carolina), fundado en 1771, es uno de los 100 condados del estado estadounidense de Carolina del Norte. En el año 2000 tenía una población de 627 846 habitantes con una densidad poblacional de 402 personas por km². La sede del condado es Raleigh.

## Geografía
Según la Oficina del Censo, el condado tiene un área total de 2220 km² (857,1 mi²), de la cual 2155 km² (832 mi²) es tierra y 65 km² (25,1 mi²) es agua.

### Municipios
El condado se divide en veinte municipios:
Municipio de Bartons Creek, Municipio de Buckhorn, Municipio de Cary, Municipio de Cedar Fork, Municipio de Holly Springs, Municipio de House Creek, Municipio de Leesville, Municipio de Little River, Municipio de Marks Creek, Municipio de Meredith, Municipio de Middle Creek, Municipio de Neuse, Municipio de New Light, Municipio de Panther Branch, Municipio de Raleigh, Municipio de St. Marys, Municipio de St. Matthews, Municipio de Swift Creek, Municipio de Wake Forest y Municipio de White Oak.

### Condados adyacentes
- Condado de Granville norte.
- Condado de Franklin noreste.
- Condado de Nash este.
- Condado de Johnston sureste.
- Condado de Harnett sudoeste.
- Condado de Chatham oeste.
- Condado de Durham noroeste.

## Demografía
En el 2000 la renta per cápita promedia del condado era de $54 988, y el ingreso promedio para una familia era de $67 149. El ingreso per cápita para el condado era de $27 004. En 2000 los hombres tenían un ingreso per cápita de $44 472 contra $31 579 para las mujeres. Alrededor del 7.80% de la población estaba bajo el umbral de pobreza nacional.
| 1900   | 1910   | 1920   | 1930   | 1940    | 1950    | 1960    | 1970    | 1980    | 1990    | 2000    | Est. 2008 |
| ------ | ------ | ------ | ------ | ------- | ------- | ------- | ------- | ------- | ------- | ------- | --------- |
| 54 626 | 63 229 | 75 155 | 94 757 | 109 544 | 136 450 | 169 082 | 229 006 | 301 429 | 426 311 | 627 846 | 866 410   |

## Lugares

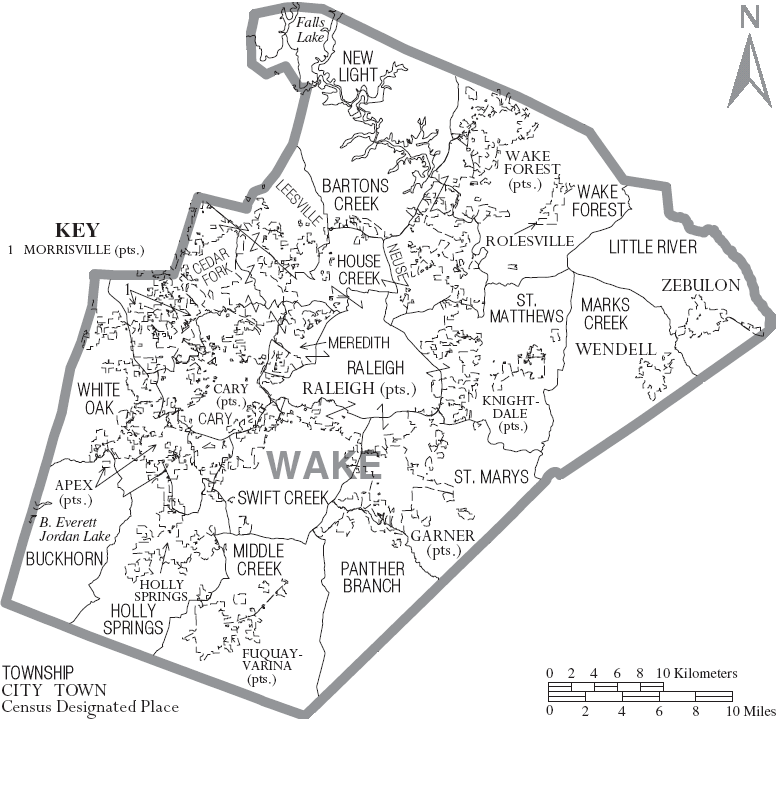
Mapa del Condado de Wake en Carolina del Norte con sus municipios

### Ciudades y pueblos
Los municipios, con poblaciones a partir de julio de 2007. Los municipios en cursiva se superponen a los límites del condado, y estas cifras de población sólo reflejan parte de los municipios que se encuentran dentro del Condado de Wake.
- Angier, 4.165
- Apex, 29.973
- Cary, 132.355
- Fuquay-Varina, 14.959
- Garner, 24.832
- Holly Springs, 19.474
- Knightdale, 9.810
- Morrisville, 14.308
- Raleigh, 366.391
- Rolesville, 2.290
- Wake Forest, 25.179
- Wendell, 5.742
- Zebulon, 4.955

### Comunidades no Incorporadas
- Auburn
- Bonsal
- Carpenter
- Chestnut Hills
- Clegg
- Eagle Rock
- Falls
- Feltonville
- Forestville
- Green Level
- Kennebec
- Lizard Lick
- McCullers Crossroads
- Neuse
- New Hill
- Riley Hill
- Shotwell
- Stony Hill
- Swift Creek
- Willow Spring